# Headspace (amunicja)
Headspace – termin rozumiany jako:

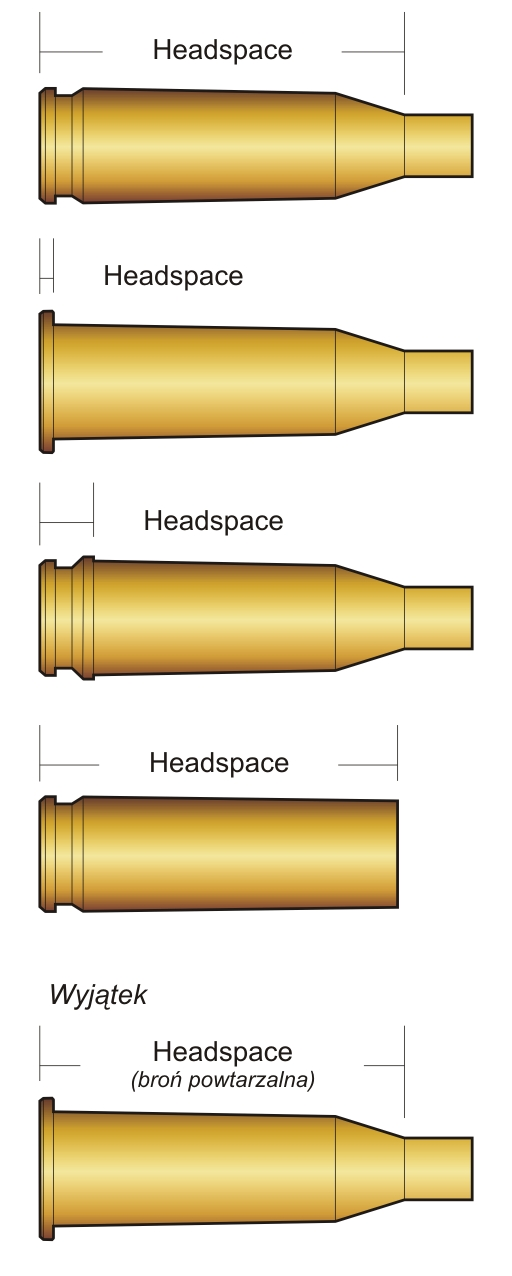
Headspace łusek. Od góry: łuska z wtokiem, łuska z kryzą, łuska magnum, łuska pistoletowa, szczególne zastosowanie łuski z kryzą

1. Headspace łuski – długość łuski naboju zespolonego mierzona od denka do najbliższego przewężenia uniemożliwiającego jej głębsze wsunięcie się do lufy.
2. Headspace broni headspace komory nabojowej – odległość pomiędzy czołem zamka broni lub baskilą a fragmentem komory nabojowej uniemożliwiającym łusce dalsze wsunięcie do lufy.
3. Headspace – różnica pomiędzy headspace komory nabojowej i headspace łuski. Jeśli headspace komory nabojowej jest większy, to wymiar podawany jest bez znaku, w sytuacji odwrotnej headspace ma wartość ujemną.

## Headspace łuski

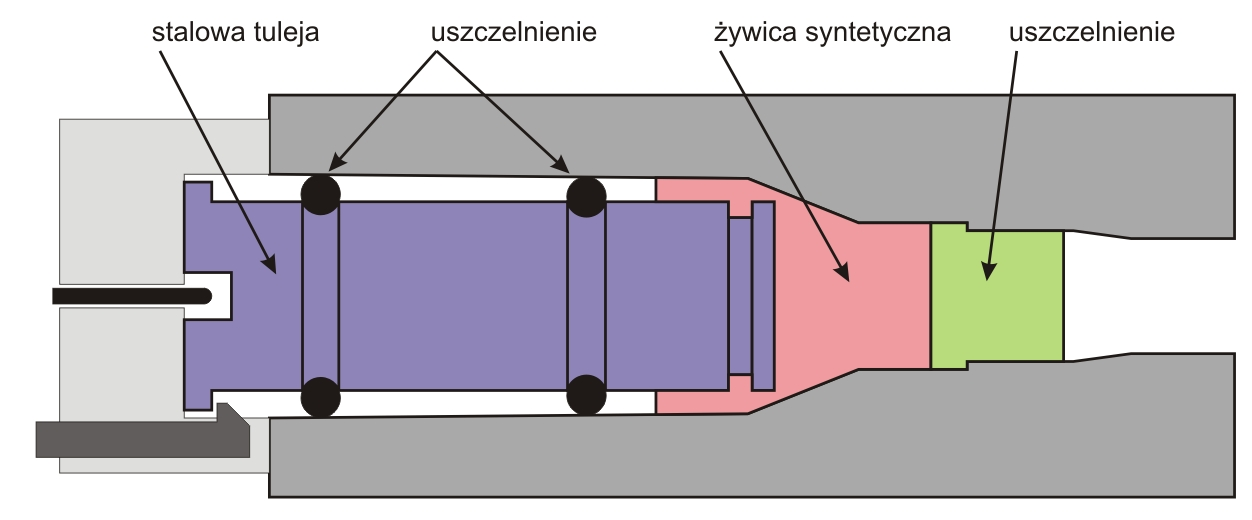
Wykonanie odlewu komory nabojowej

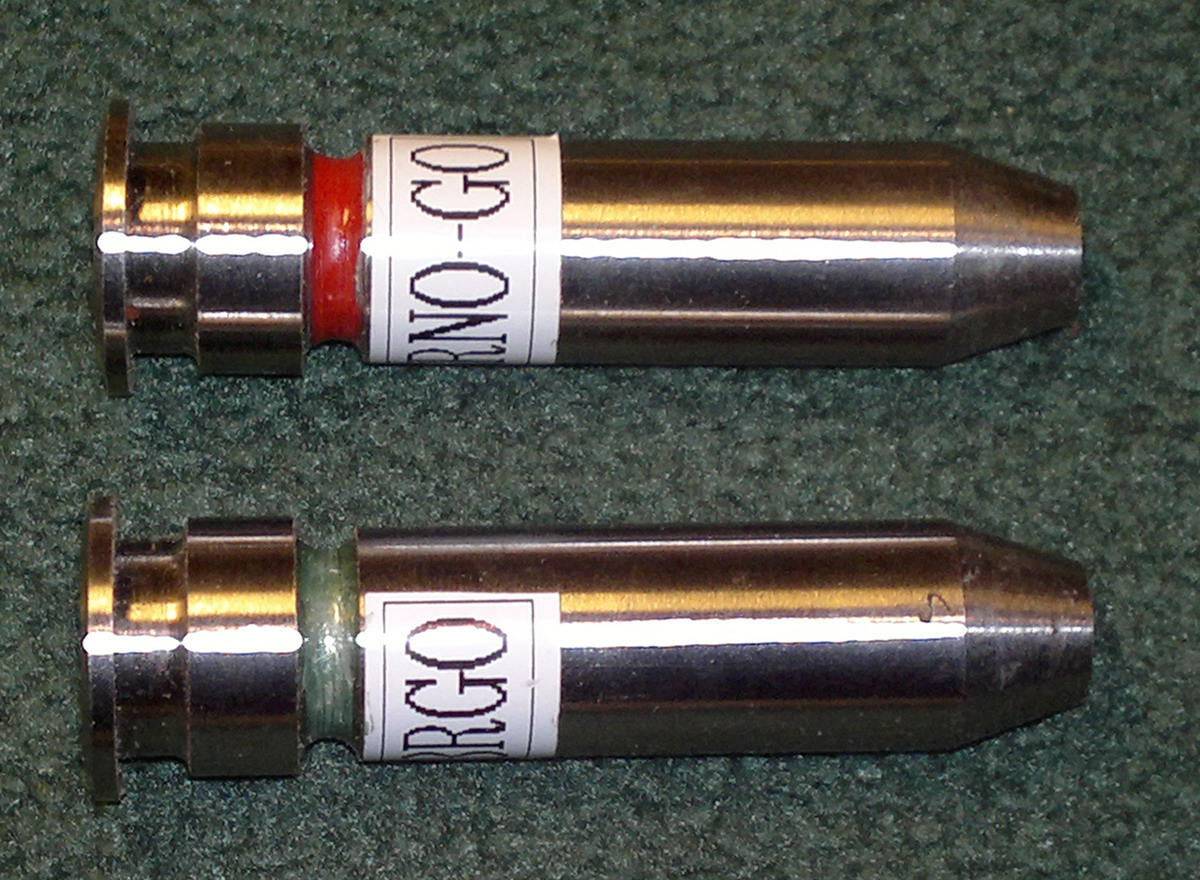
Sprawdziany Go & No-Go gauges

Sposób pomiaru headspace łuski jest obecnie formalnym – jedynym obowiązującym – kryterium podziału łusek na typy. Zgodnie z normami CIP (Commission Internationale Permanente Pour l’Epreuve des Armes à Feu Portatives – Stała Międzynarodowa Komisja do Badania i Certyfikacji Broni Ręcznej) oraz SAAMI (Sporting Arms and Ammunition Manufacturers' Institute – Stowarzyszenie Producentów Sportowej Broni i Amunicji) wyróżnia się następujące typy łusek:
- łuska z wtokiem (bez kryzy, à gorge, rimless, ohne Rand). Średnica denka łuski jest nie większa od największej średnicy komory prochowej łuski, łuska posiada wyraźnie widoczne zwężenie pomiędzy komorą prochową a szyjką oraz nie posiada w części przydennej zewnętrznego „pogrubienia” charakterystycznego dla łusek magnum. Headspace mierzy się od denka do początku szyjki łuski. Średnica denka łuski, kąty pochylenia ramion i ścianek komory prochowej oraz długość szyjki nie mają znaczenia.
- łuska z kryzą (z randem, à bourrelet, rimmed, mit Rand). Średnica denka łuski jest większa od największej średnicy komory prochowej łuski. Headspace stanowi wysokość kryzy. Kąt pochylenia ścianek komory prochowej oraz istnienie ramion i szyjki nie mają znaczenia.
- łuska magnum (opasana, belted). Łuska posiada charakterystyczny pasek (belt) w części przydennej o średnicy znacząco większej od największej średnicy komory prochowej. Miarą headspace jest odległość od denka do końca grubszego paska. Średnica denka łuski, kąty pochylenia ramion i ścianek komory prochowej oraz istnienie ramion i szyjki nie mają znaczenia.
- łuska pistoletowa. Średnica denka łuski jest nie większa od największej średnicy komory prochowej łuski oraz łuska nie posiada wyraźnego zwężenia zakończonego szyjką ani zewnętrznego „pogrubienia” charakterystycznego dla łusek magnum.
- Wyjątki:
  - Szczegółowa specyfikacja wymiarów poszczególnych kalibrów w normach CIP i SAAMI indeksowana jest według zastosowania i kalibru. Dlatego bardzo nieliczne kalibry (np. .30 Carabine) z łuskami pistoletowymi przeznaczone do broni długiej zostały włączone do kalibrów o łuskach z wtokiem. Podobnie, stosunkowo krótkie tabele kalibrów do broni krótkiej nie zostały dodatkowo podzielone według łusek z kryzą i łusek pistoletowych.
  - W szczególnych przypadkach, gdy konstrukcja broni uniemożliwia pomiaru headspace łuski w sposób przedstawiony powyżej, headspace mierzy się do kolejnego fragmentu łuski zapobiegającego wsuwaniu się do lufy. Przykładem może być nabój 7,62 x 54 mm R w popularnym karabinie Mosin – konstrukcja zamka broni wymusza wysunięcie łuski z lufy o wielkość przekraczającą wysokość kryzy, która nie zachowuje kontaktu z komorą nabojową. W tym przypadku headspace mierzy się jak dla łuski z wtokiem, mimo że ta sama łuska zastosowana w broni łamanej lub posiadającej zamek blokowy zachowuje headspace o wartości równej wysokości kryzy.

Pomiar headspace łusek z wtokiem przeprowadza się z użyciem tulei o średnicy wewnętrznej równej średnicy zewnętrznej szyjki łuski, w pozostałych przypadkach bezpośrednio.

## Headspace broni
Bezpośredni pomiar headspace broni jest w większości przypadków – poza bronią łamaną w kalibrach o łuskach z kryzą – bardzo trudny lub niemożliwy. Pomiar pośredni przeprowadza się w jeden z dwóch sposobów:
- dokładny – przez pomiar odlewu komory nabojowej. Stosuje się do tego specjalny jednorazowy przyrząd – inny dla każdego kalibru – złożony ze stalowej tulei, systemu uszczelnień i ampułki z żywicą syntetyczną. Po nasmarowaniu komory nabojowej środkiem zabezpieczającym przed przyklejaniem żywicy wprowadza się narzędzie do komory nabojowej a następnie zamka zamek broni. W trakcie domykania zamka ampułka z żywicą ulega skruszeniu i oddaje dokładnie długość komory nabojowej. Niektóre konstrukcje zamków wymagają wcześniejszego wymontowania pazura wyciągu lub stosowania tulei o zmniejszonej średnicy kryzy. O-ringi na stalowej tulei spełniają dwie funkcje: zabezpieczają przed ewentualnymi przeciekami żywicy oraz dociskają tuleję do czoła zamka.
- przybliżony – z użyciem specjalnych sprawdzianów. W zdecydowanej większości przypadków znajomość dokładnego headspace jest zbędna, informacją istotną jest jedynie zgodność długości komory nabojowej ze specyfikacją. Zarówno CIP jak i SAAMI przewidują dwa sprawdziany: „Go gauge” i „No-Go gauge”, nieformalnie często jest stosowany trzeci: „Field gauge”.
  - Go gauge jest sprawdzianem o wymiarach zgodnych z minimalną wielkością komory nabojowej w specyfikacji danego kalibru. Zamknięcie tego sprawdzianu bez konieczności użycia wyczuwalnie zwiększonej siły gwarantuje możliwość stosowania każdej komercyjnie oferowanej amunicji w tym kalibrze.
  - No-Go gauge jest dłuższy od Go gauge o wielkość określoną w normach CIP lub SAAMI – indywidualną dla każdego kalibru, najczęściej pomiędzy 0.10 mm a 0.15 mm. Zamknięcie bez wyczuwalnie zwiększonego oporu sprawdzianu No-Go gauge oznacza, że komora nabojowa w danej jednostce przekracza dopuszczalne wymiary. Stosowanie takiej broni może być niebezpieczne gdyż prawdopodobne są częste pęknięcia łusek skutkujące przedmuchami gorących gazów prochowych w okolicach twarzy i dłoni strzelającego.
  - Field gauge nie posiada znormalizowanej długości, a jego wymiar wynika jedynie z praktyki rusznikarskiej – najczęściej są dłuższe o 0.15-0.20 mm od No-Go gauge. Samo zamknięcie sprawdzianu No-Go gauge nie dyskwalifikuje całkowicie z użytku broni lecz jest jedynie informacją o potencjalnym zagrożeniu. Jeżeli broni nie da się zamknąć po wprowadzeniu do komory nabojowej Field gauge, to całkiem bezpiecznie można jej używać pod warunkiem stosowania wyłącznie amunicji z mosiężnymi łuskami o grubych ściankach. Łuski raz odstrzelone z takiej broni nie nadają się do powtórnej ręcznej elaboracji

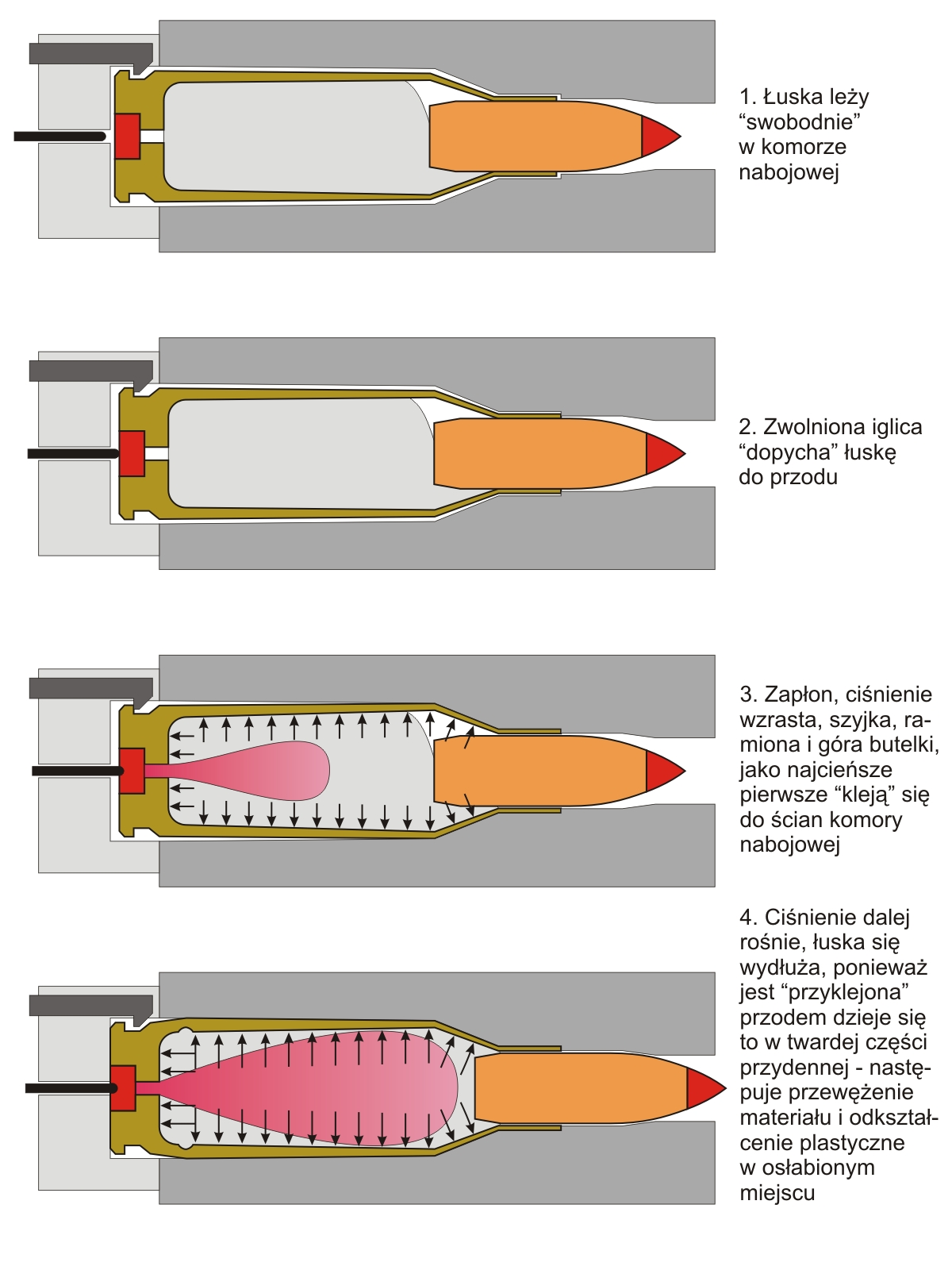
Separacja denka łuski przy nadmiernym headspace

## Różnica Headspace
Różnica pomiędzy headspace broni i łuski jest parametrem określającym dokładność dopasowania danej partii amunicji do konkretnej broni. Jest też stosunkowo łatwa do zmierzenia – zazwyczaj wystarczy porównanie headspace łuski nowej i odstrzelonej, zmierzonej nie zgodnie z zasadami lecz zawsze (oprócz łusek pistoletowych) do szyjki łuski. Nie jest przy tym istotne by służąca do pomiaru tuleja miała dokładnie średnicę szyjki łuski bo całe ramiona zwiększają swoją odległość od denka o identyczną wartość co początek szyjki. Osoby zajmujące się ręczną elaboracją najczęściej porównują headspace łuski nowej z headspace łuski dwu- lub trzykrotnie odstrzelonej ale już pojedynczy strzał daje wystarczająco dokładny pomiar, z dokładnością poniżej 0.03 mm jeśli headspace jest większe od 0.05 mm. Normy określają indywidualne dla każdego kalibru minimalne (najczęściej -0.20 mm) i maksymalne (0.10 mm do 0.15 mm) headspace. Ujemne headspace oznacza, że łuska jest dłuższa od komory nabojowej, lecz jeśli nie przekracza dopuszczalnego, to z całą pewnością – z pewnym oporem – da się zamknąć w komorze nabojowej. Amunicja taka, ze względu na trudności z przeładowywaniem i częste zacięcia, absolutnie nie nadaje się do broni samopowtarzalnej. Nadmiernie wysokie headspace, większe od dopuszczalnego, powoduje ryzyko separacji denka łuski i poważnych obrażeń osoby stosującej taką amunicję. Mechanizm uszkodzenia łuski pokazany jest na rysunku obok. Przy niewielkim przekroczeniu dopuszczalnego headspace powstaje jedynie przewężenie ścianki łuski w okolicach denka, przy znacznym oraz w przypadku powtórnej elaboracji uszkodzonej łuski denko często jest odrywane od komory prochowej. Samodzielna elaboracja do broni posiadającej zdecydowanie przekroczony headspace, w kalibrze stosującym łuski z wtokiem, jest możliwa pod warunkiem wcześniejszego fireformingu łusek z pociskami osadzonymi w gwincie lufy – zabieg ten pozwala na zwiększenie długości łuski w plastycznej części okolic ramion oraz szyjki i bezpieczne zmniejszenie headspace do pożądanej wielkości. Zalecane wartości headspace to:
- dla broni powtarzalnej i łamanej – 0.02 mm do 0.04 mm;
- dla broni samopowtarzalnej – 0.05 mm do 0.07 mm;

Zarówno oferowana w handlu broń jak i amunicja wykonywane są w zakresie dopuszczalnych tolerancji, może się zdarzyć, że pewna partia amunicji znajdująca się na dopuszczalnej granicy headspace doskonale pasuje do innej broni. Podobnie często udaje się kupić amunicję o dobrym headspace do broni, w której zdecydowana większość amunicji jest zbyt długa, lub zbyt krótka. Jeśli zmierzona wielkość headspace znacząco odbiega od podanych wyżej wartości i nie udaje się znaleźć amunicji odpowiednio dłuższej lub krótszej, to należy oddać broń rusznikarzowi celem pogłębienia komory nabojowej lub głębszego wkręcenia lufy bądź korekty rygli zamka.